# Japan Women's Open Tennis 2024 - Doppio
Il doppio femminile del torneo di tennis professionistico Japan Women's Open Tennis 2024, facente parte della categoria WTA 250 nell'ambito del WTA Tour 2024, si gioca dal 14 al 20 ottobre 2024 a Osaka, in Giappone.
In finale Ena Shibahara e Laura Siegemund hanno sconfitto Cristina Bucșa e Monica Niculescu con il punteggio di 3-6, 6-2, [10-2]. É l'undicesimo titolo in carriera per Shibahara e il quindicesimo per Siegemund, il primo insieme.
Anna-Lena Friedsam e Nadiia Kičenok erano le detentrici del titolo, ma Friedsam ha scelto di non partecipare a questa edizione del torneo. Kičenok ha fatto coppia con Miyu Katō, ma sono state sconfitte nel primo turno da Nao Hibino e Makoto Ninomiya.

## Teste di serie
1. Gabriela Dabrowski /  Erin Routliffe (semifinale, ritirate)
2. Sofia Kenin /  Bethanie Mattek-Sands (primo turno)

1. Ena Shibahara /  Laura Siegemund (Campionessa)
2. Cristina Bucșa /  Monica Niculescu (finale)

## Wildcard
1. Nao Hibino /  Makoto Ninomiya (quarti di finale)

1. Mai Hontama /  Moyuka Uchijima (primo turno)

## Alternate
1. Aleksandra Krunić /  Viktorija Tomova (primo turno)

## Tabellone

### Legenda
| - Q = Qualificato - WC = Wild card - LL = Lucky loser | - ALT = Alternate - SE = Special Exempt - PR = Protected Ranking | - w/o = Walkover - r = Ritirato - d = Squalificato |

|  | Primo turno | Primo turno             | Primo turno             | Primo turno | Primo turno |  |  | Quarti di finale | Quarti di finale        | Quarti di finale        | Quarti di finale      | Quarti di finale      |                     |     | Semifinali | Semifinali                      | Semifinali              | Semifinali                    | Semifinali |   |      | Finale | Finale | Finale | Finale | Finale |  |
|  |             |                         |                         |             |             |  |  |                  |                         |                         |                       |                       |                     |     |            |                                 |                         |                               |            |   |      |        |        |        |        |        |  |
|  | 1           | G Dabrowski E Routliffe | G Dabrowski E Routliffe | 6           | 6           |  |  |                  |                         |                         |                       |                       |                     |     |            |                                 |                         |                               |            |   |      |        |        |        |        |        |  |
|  |             | P Plipuech C-y Tsao     | P Plipuech C-y Tsao     | 4           | 3           |  |  | 1                | G Dabrowski E Routliffe | G Dabrowski E Routliffe | 6                     | 6                     |                     |     |            |                                 |                         |                               |            |   |      |        |        |        |        |        |  |
|  |             | S Aoyama E Hozumi       | S Aoyama E Hozumi       | 6           | 6           |  |  |                  | S Aoyama E Hozumi       | S Aoyama E Hozumi       | 2                     | 4                     |                     |     |            |                                 |                         |                               |            |   |      |        |        |        |        |        |  |
|  | WC          | M Hontama M Uchijima    | M Hontama M Uchijima    | 3           | 4           |  |  |                  |                         |                         |                       |                       |                     |     | 1          | G Dabrowski E Routliffe         | G Dabrowski E Routliffe | G Dabrowski E Routliffe       |            |   |      |        |        |        |        |        |  |
|  | 4           | C Bucșa M Niculescu     | C Bucșa M Niculescu     | 6           | 6           |  |  |                  |                         | 4                       | C Bucșa M Niculescu   | C Bucșa M Niculescu   | C Bucșa M Niculescu | w/o |            |                                 |                         |                               |            |   |      |        |        |        |        |        |  |
|  |             | T Babos H Dart          | T Babos H Dart          | 4           | 4           |  |  | 4                | C Bucșa M Niculescu     | C Bucșa M Niculescu     | C Bucșa M Niculescu   | w/o                   |                     |     |            |                                 |                         |                               |            |   |      |        |        |        |        |        |  |
|  | Alt         | A Krunić V Tomova       | 6                       | 2           | [11]        |  |  |                  | M Bouzková C Osorio     | M Bouzková C Osorio     | M Bouzková C Osorio   |                       |                     |     |            |                                 |                         |                               |            |   |      |        |        |        |        |        |  |
|  |             | M Bouzková C Osorio     | 3                       | 6           | [13]        |  |  |                  |                         |                         |                       |                       |                     |     | 4          | Cristina Bucșa Monica Niculescu | 6                       | 2                             | [2]        |   |      |        |        |        |        |        |  |
|  |             | S Santamaria Q Tang     | 3                       | 7           | [10]        |  |  |                  |                         |                         |                       |                       |                     |     |            |                                 | 3                       | Ena Shibahara Laura Siegemund | 3          | 6 | [10] |        |        |        |        |        |  |
|  |             | K Piter F Stollár       | 6                       | 64          | [8]         |  |  |                  | S Santamaria Q Tang     | 6                       | 3                     | [7]                   |                     |     |            |                                 |                         |                               |            |   |      |        |        |        |        |        |  |
|  |             | S Murray Sharan E Silva | 3                       | 6           | [4]         |  |  | 3                | E Shibahara L Siegemund | 2                       | 6                     | [10]                  |                     |     |            |                                 |                         |                               |            |   |      |        |        |        |        |        |  |
|  | 3           | E Shibahara L Siegemund | 6                       | 2           | [10]        |  |  |                  |                         |                         |                       |                       |                     |     | 3          | E Shibahara L Siegemund         | E Shibahara L Siegemund | 6                             | 6          |   |      |        |        |        |        |        |  |
|  | WC          | N Hibino M Ninomiya     | N Hibino M Ninomiya     | 6           | 7           |  |  |                  |                         |                         | A Moratelli A Sisková | A Moratelli A Sisková | 1                   | 3   |            |                                 |                         |                               |            |   |      |        |        |        |        |        |  |
|  |             | M Katō N Kičenok        | M Katō N Kičenok        | 2           | 63          |  |  | WC               | N Hibino M Ninomiya     | N Hibino M Ninomiya     | 3                     | 65                    |                     |     |            |                                 |                         |                               |            |   |      |        |        |        |        |        |  |
|  |             | A Moratelli A Sisková   | A Moratelli A Sisková   | 6           | 6           |  |  |                  | A Moratelli A Sisková   | A Moratelli A Sisková   | 6                     | 7                     |                     |     |            |                                 |                         |                               |            |   |      |        |        |        |        |        |  |
|  | 2           | S Kenin B Mattek-Sands  | S Kenin B Mattek-Sands  | 1           | 2           |  |  |                  |                         |                         |                       |                       |                     |     |            |                                 |                         |                               |            |   |      |        |        |        |        |        |  |